# Trollichthys
Trollichthys bolcensis
Genre
Espèce
Trollichthys est un genre fossile de petits poissons osseux marins de la famille des Clupeidae (ordre des Clupeiformes) qui comprend aujourd'hui les harengs, aloses, sardines, etc.
Une seule espèce est rattachée à ce genre, Trollichthys bolcensis, décrite en 2015 par Giuseppe Marramà (d) et Giorgio Carnevale (d). Ces auteurs l'ont rapproché de la sous-famille des Dussumieriinae actuels, mais ne l'ont finalement pas rattaché à ce taxon.

## Découverte et datation
Les fossiles de Trollichthys, parfaitement préservés, sont connus que sur le célèbre site paléontologique (Lagerstätte) du Monte Bolca sur la zone dite de « Pesciara », en Vénétie (Italie). Trollichthys bolcensis a vécu dans les mers tropicales de l'océan Téthys, précurseur de la Méditerranée, au cours de l'Éocène inférieur (Yprésien), il y a environ entre 49 et 48,5 Ma (millions d'années),. 
L'environnement péri-récifal tropical de l'Éocène du Monte Bolca est sous influence à la fois côtière et de mer ouverte. Dans cet environnement, les fossiles ont été préservés dans des sédiments calcaires laminés, déposés dans une dépression à faible énergie, sous un environnement anoxique.
Ce poisson de taille modeste, est rapproché par ses inventeurs des harengs (« round herrings » en anglais).

## Description
Le plus grand spécimen adulte connu a une longueur totale de 10 cm, dont la tête représente environ un quart de la longueur standard du corps de l'animal. Son corps est allongé et comprimé, son museau est pointu, terminé par une bouche avec la mandibule légèrement saillante. Ses mâchoires et palais sont dépourvus de dents, la colonne vertébrale est constituée de 41 à 42 vertèbres et porte 22 à 24 côtes pleurales.

## Paléobiologie
Deux autres clupéidés de la même taille sont présents en grand nombre dans les calcaires laminés du Monte Bolca, il s'agit :
- d'une sorte de sardines, Bolcaichthys catopygopterus[4] ;
- d'une sorte d'aloses, Eoalosa janvieri[5].

## Classification
Outre sa proximité avec les Dussumieriinae actuels (parfois considérés comme une famille à part entière, les Dussumieriidae), il est en particulier rapproché des genres actuels Spratelloides et Etrumeus.